# Schrodtberg
Schrodtberg ist ein aus einer Hofschaft hervorgegangener Wohnplatz in der bergischen Großstadt Solingen. 

## Lage und Beschreibung
Schrodtberg befindet sich im nordöstlichen Bereich des Stadtbezirks Solingen-Mitte nahe dem Fluss Wupper, der die Stadtgrenze zu Wuppertal bildet. Der Ort liegt nördlich von Stöcken auf einer Bergnase oberhalb des Fleußmühler Bachtals, er ist durch die Peter-Rasspe-Straße zu erreichen. Im Kern der alten Hofschaft sind noch einige historische Fachwerkhäuser vorhanden. Im Südwesten befindet sich der ehemalige Industriekomplex des Landmaschinenherstellers Rasspe, dessen großflächige Industriebrache zu einem neuen Gewerbegebiet umgebaut wird. Östlich von Schrodtberg befindet sich die Mulch- und Kompostierungsanlage Bärenloch der Entsorgung Solingen GmbH mit angeschlossenem Wertstoffhof außerdem die gleichnamige Parkanlage. Östlich befindet sich die Anschlussstelle Solingen-Kohlfurth an der Landesstraße 74 (L 74).
Benachbarte Orte sind bzw. waren (von Nord nach West): Altenfeld, Fleußmühle, Kohlfurther Eickholz sowie Kohlfurtherbrücke auf Wuppertaler Stadtgebiet und Kohlfurth, Hasseldelle, Stöcken, Erbenhäuschen, Stöckerberg, Bimerich, III. Stockdum, Busch und Külf.

## Etymologie
Brangs vermutet, der Ortsname könnte von dem Familiennamen Schradt abgeleitet sein.

## Geschichte
Schrodtberg ist seit dem 14. Jahrhundert nachweisbar, die erste urkundliche Erwähnung erfolgte als Schraitberge im Jahre 1374.:1 Im Zehntverzeichnis der Abtei Altenberg von 1488 erscheint der Ort als Schraedtberch. In dem Kartenwerk Topographia Ducatus Montani von Erich Philipp Ploennies, Blatt Amt Solingen, aus dem Jahre 1715 ist der Ort mit einer Hofstelle verzeichnet und als Schrotberg benannt. Er wurde in den Ortsregistern der Honschaft Solingen innerhalb des Amtes Solingen geführt. 
Der Ort lag abseits der Straßenverbindung zwischen der Kohlfurth und Solingen, die unter Preußen zur Provinzialstraße Elberfeld–Hitdorf ausgebaut wurde. Über diese Straßenverbindung wurde die Stadt Solingen teilweise mit Kohle versorgt. Die Topographische Aufnahme der Rheinlande von 1824 verzeichnet den Ort als Schrottberg, die Preußische Uraufnahme von 1844 bezeichnet den Ort als Schrodtberg. In der Topographischen Karte des Regierungsbezirks Düsseldorf von 1871 ist der Ort als Schrotberg verzeichnet.
Schrodtberg gehörte nach Gründung der Mairien und späteren Bürgermeistereien zur Bürgermeisterei Dorp, die im Jahre 1856 das Stadtrecht erhielt, und lag dort in der Flur I. Schrodtberg. Die Bürgermeisterei beziehungsweise Stadt Dorp wurde nach Beschluss der Dorper Stadtverordneten zum 1. Januar 1889 mit der Stadt Solingen vereinigt. Damit wurde Schrodtberg ein Ortsteil Solingens.

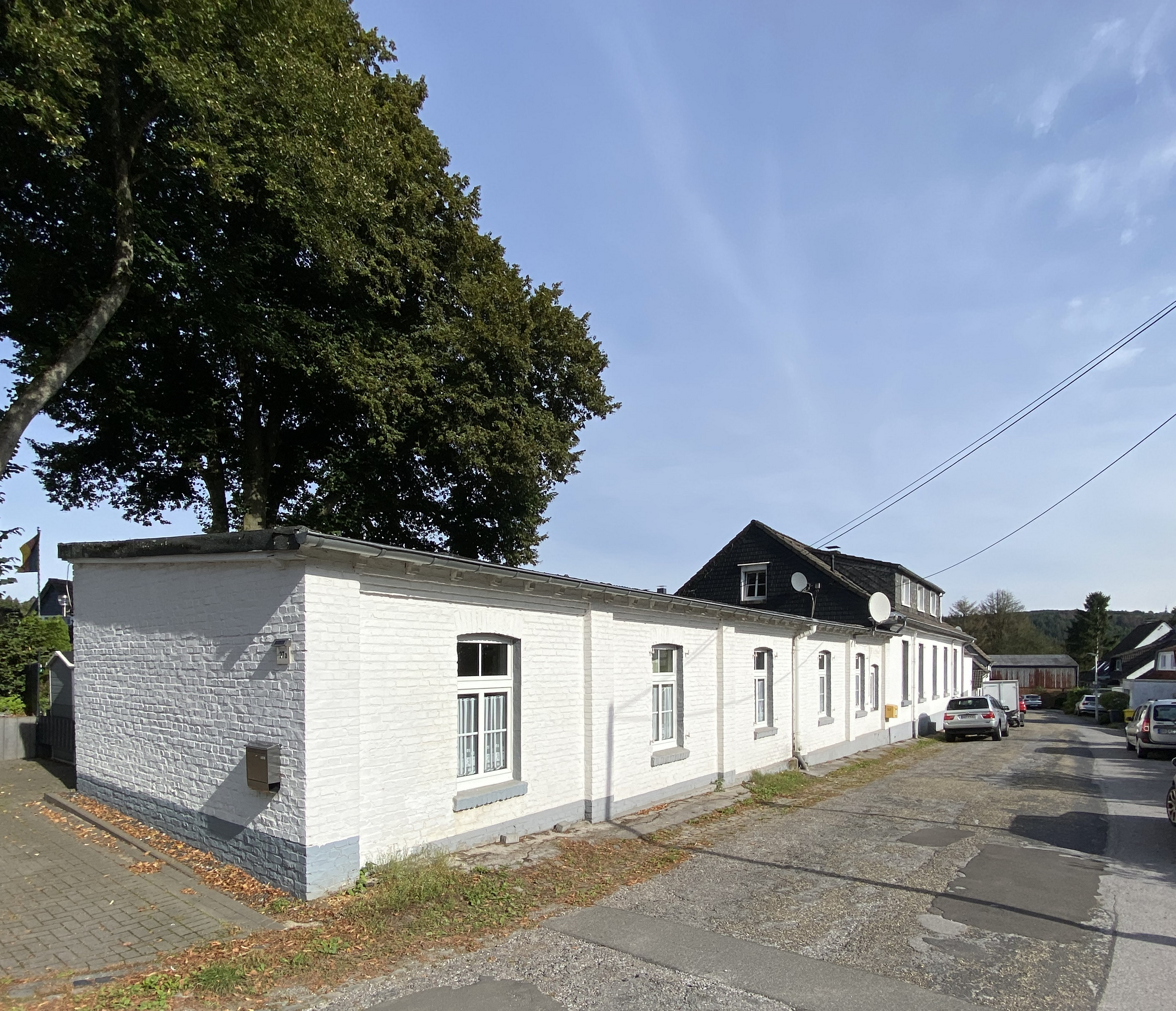
Ehemalige Schule Schrodtberg

Die L 74 wurde in den frühen 1970er Jahren von Müngsten aus in Richtung des Sonnborner Kreuzes gebaut, ein erstes Teilstück von Müngsten bis Kohlfurth konnte am 5. September 1973 eröffnet werden. Es endete zunächst provisorisch an der Cronenberger Straße. Der restliche Ausbau der Strecke, mit der Anschlussstelle Solingen-Kohlfurth sowie der Wupperquerung bei Kohlfurther Eickholz, erfolgte bis 1975.
Von den noch zahlreich vorhandenen historischen Bauwerken im Ort sind seit 1987 bzw. 1991 die Gebäude Schrodtberg 22 (oben abgebildet) und das 1828 erbaute Schulgebäude Schrodtberg 27 in die Solinger Denkmalliste eingetragen. Für Proteste bei Anwohnern und in der Solinger Lokalpolitik sorgten seit Anfang der 2010er Jahre Pläne, ein zumeist landwirtschaftlich genutztes, 4,6 ha großes Areal zwischen Stöcken, Schrodtberg und Kohlfurth als sogenanntes Gewerbegebiet Schrodtberg (Lage) auszuweisen. Für den Erhalt der dortigen Landschaft haben sich Anwohner in der Bürgerinitiative Schützt den Schordtberg! zusammengeschlossen.